# Bateu Saudade (turnê)
Bateu Saudade foi uma turnê conjunta dos cantores brasileiros Joelma e Pablo. A turnê foi anunciada em 2 de maio de 2024 e teve início no dia 8 de julho de 2024, em São Paulo, com previsão de término para  9 de novembro de 2024, em Salvador, totalizando seis apresentações. No entanto, a série de shows foi finalizada com apenas duas apresentações, terminando em 7 de setembro de 2024, no Rio de Janeiro.

## Antecedentes e anúncio
Em 2 de maio de 2024, Joelma anunciou uma turnê conjunta com Pablo em sua conta nas redes sociais. Em seguida, o jornalista Leo Dias divulgou com exclusividade as datas da turnê.

## Repertório
O repertório abaixo é constituído do show de estreia da turnê, feito no dia 8 de julho de 2024 em São Paulo, não sendo representativo de todos os concertos.
1. "Anjo"
2. "Homem Perfeito"
3. "Objeto de Desejo"
4. "Última Mensagem"
5. "A Saudade Bateu"
6. "Minha Estrela"
7. "Estrela Dourada"
8. "Maridos e Esposas"
9. "Perdoa"
10. "Você Também Errou"
11. "Onde Anda Meu Amor"
12. "Meu Deus É Fiel"
13. "Doce Mel"
14. "Tic Tac"
15. "Sem Direção"
16. "Sua Fantasia"
17. "Dois Corações"
18. "Não Faz Sentido"
19. "Imagino"
20. "18 Quilates"

## Datas
| Data                  | Cidade                | País   | Local                  |
| --------------------- | --------------------- | ------ | ---------------------- |
| 8 de julho de 2024    | São Bernardo do Campo | Brasil | Estância Alto da Serra |
| 7 de setembro de 2024 | Rio de Janeiro        | Brasil | Espaço Hall            |

### Showscancelados
| Data                   | Cidade         | País   | Motivo       |
| ---------------------- | -------------- | ------ | ------------ |
| 14 de agosto de 2024   | Belo Horizonte | Brasil | Desconhecido |
| 21 de setembro de 2024 | Brasília       | Brasil | Desconhecido |
| 19 de outubro de 2024  | Recife         | Brasil | Desconhecido |
| 9 de novembro de 2024  | Salvador       | Brasil | Desconhecido |